# Покоє
Покоє (пол. Pokoje) — село в Польщі, у гміні Слупца Слупецького повіту Великопольського воєводства.
Населення — 253 особи (2011).
У 1975-1998 роках село належало до Конінського воєводства.

## Демографія
Демографічна структура станом на 31 березня 2011 року:
|          | Загалом | Допрацездатний вік | Працездатний вік | Постпрацездатний вік |
| -------- | ------- | ------------------ | ---------------- | -------------------- |
| Чоловіки | 119     | 25                 | 83               | 11                   |
| Жінки    | 134     | 28                 | 81               | 25                   |
| Разом    | 253     | 53                 | 164              | 36                   |